# سیارک ۱۶۸۱۰
سیارک ۱۶۸۱۰ (به انگلیسی: 16810 Pavelaleksandrov، نامگذاری:1997UY2) شانزده هزار و هشتصد و دهمین سیارک کشف شده‌است که در ۲۵ اکتبر ۱۹۹۷ کشف شد.
قدر مطلق سیارک برابر ۱۵٫۲۰ است.